# Zacatón Santa Teresa
Zacatón Santa Teresa är en ort i Mexiko.   Den ligger i kommunen Simojovel och delstaten Chiapas, i den sydöstra delen av landet, 700 km öster om huvudstaden Mexico City. Zacatón Santa Teresa ligger 810 meter över havet och antalet invånare är 335.
Terrängen runt Zacatón Santa Teresa är kuperad åt nordost, men åt sydväst är den bergig. Terrängen runt Zacatón Santa Teresa sluttar norrut. Runt Zacatón Santa Teresa är det ganska glesbefolkat, med 45 invånare per kvadratkilometer. Närmaste större samhälle är Simojovel de Allende, 9,8 km nordväst om Zacatón Santa Teresa. I omgivningarna runt Zacatón Santa Teresa växer huvudsakligen savannskog.